# Billy, a Kölyök (film)
A Billy, a Kölyök (eredeti cím: The Kid) 2019-ben bemutatott amerikai életrajzi westernfilm, amelyet Vincent D’Onofrio rendezett Andrew Lanham forgatókönyvéből. A főszerepet Ethan Hawke, Dane DeHaan, Jake Schur, Leila George, Chris Pratt, Adam Baldwin és D'Onofrio alakítja.
A filmet 2019. március 8-án mutatták be az Amerikai Egyesült Államokban.

## Rövid történet
Rio Cutler kénytelen szövetséget kötni Pat Garrett helyi seriffel és a hírhedt törvényenkívülivel, Billy, a Kölyökkel, hogy megmentse húgát, Sarát Grant Cutlertől, a fiú gengszter nagybátyjától.

## Cselekmény
A fiatal Rio Cutler (Jake Schur) az éjszaka folyamán megöli részeges apját, amikor sikertelenül próbálja megmenteni édesanyját a halálra veréstől. Nagybátyja, Grant Cutler (Chris Pratt) lövést hall a házból, ezért bemegy oda; a testvére meggyilkolásának láttán feldühödve rátámad a fiúra. Rio egy üvegszilánkkal arcon szúrja, ő és a húga, Sara (Leila George) pedig elmenekülnek. A lány ellop egy lovat, és egy elhagyatott kunyhóban keresnek menedéket; Santa Fében akarnak találkozni az anyjuk régi barátjával.
Amikor felébrednek, Billy, a Kölyök (Dane DeHaan) és bandája fogadja őket. Rio megmutatja Billynek az anyja képét, aki elárulja, hogy ő is megölte az apját, hogy megvédje az anyját. Amikor a banda egyik tagja kimegy megnézni a lovakat, Pat Garrett seriff (Ethan Hawke) és az emberei lelövik, akik aztán csapdába ejtik a bűnözőket a kunyhóban. Lövöldözés következik, Garrett csapata végül foglyul ejti őket. Sara figyelmezteti Riót, ne menjen ki, mert attól tart, hogy felakasztják, ha elárulja, hogy ő ölte meg az apjukat. Rio lehetőséget lát arra, hogy biztonságban eljusson Santa Fébe, és kimegy. Garrett kérdezgetni kezdi Riót és Sarát; elmondják neki, hogy az anyjuk meghalt, és miközben Sante Fé felé utaztak, elszakadtak az apjuktól. Garrett gyanakvónak tűnik, de magával viszi őket.
A csapat megáll egy mexikói farmon, ahol Billy meglátja a szeretőjét, akinek megígéri, hogy visszatér hozzá. Miközben Billy ellenségeskedik Garrett-tel vacsora közben, Rio vajat csúsztat a zsebébe, hogy kiszabaduljon a bilincsből, Billy azzal fenyegetőzik, hogy megöli az egyik helyettest, ha nem engedik szabadon. Garrett előveszi a pisztolyát, és megfenyegeti, hogy le fogja lőni a bűntárs Dave Rudabaugh-t, aki Billyvel össze van bilincselve a bokájánál. Mivel nincs lehetőség a szökésre, a helyzetet végül megoldják. Később Garrett mesél Riónak az első emberről, akit megölt, és megkérdezi tőle, hogy akar-e valamit mondani neki, de Rio nemet mond.
Amikor elérik Santa Fét, Romero seriff (Vincent D’Onofrio) ragaszkodik ahhoz, hogy Dave-vel együtt Billyt is őrizetbe vegyék. Garrett ellenségeskedést érez, ezért postakocsit ragad, és fegyveres összetűzés közepette elindul Billyvel Lincoln megyébe, ahol Billy bíróság elé állhat. Rio és Sara a balhé közben elszökik, és egy táncteremben megkeresik anyjuk barátját, de Grant és bandája rajtuk ütnek. Azt mondja nekik, hogy az anyjuk prostituált volt, és azért ölte meg az apját, mert Sarát is prostivá tette volna. Kiállítja Riót az utcára, Sarát pedig magával viszi. Rio meglátja Dave-et, akit éppen akasztani készülnek, és Dave tájékoztatja Riót, hogy Billy-t is felakasztják Lincolnban, ekkor átad neki egy levelet Billy-től, amiben azt állítja, hogy tudja, hová vitték el Sarát. Rio ellop egy lovat, szerez egy pisztolyt, ellovagol Lincolnba, és elmegy a börtönbe, hogy meglátogassa Billyt, de egy helyettes elküldi. Hogy bejusson a börtönbe, Rio kirabol egy bankot, de egy helyettes meglövi. A börtönben Billy szökést tervez, és felajánlja, hogy elhozza Riót is. Garrett ismét megkérdezi Riót, hogy van-e mondanivalója, ismét nemet mond, Garrett pedig elhagyja a várost.
Billy megvalósítja a tervét. A mellékhelyiségbe menet megtámadja az őrt és megszökik; amikor az őr elfut, Blly lelövi. Megszerzi a bilincsek kulcsait, és kiszabadítja Riót. Ellopnak egy lovat, és elindulnak a mexikói farmra; Billy megígéri, hogy segít megtalálni Sarát, de a farmra érve Billy rájön, hogy a szeretője terhes, és figyelmen kívül hagyja Rio segítségkérését. 
Garrett utoléri Billyt a farmon, és megöli. Rájön, hogy Billy nem segíthetett volna neki. Rio elmondja Garrettnek az igazságot az apjáról és a nővéréről. Elmennek a Puerto de Luna-i bordélyházba, ahol Rio megkeresi Sarát, míg Garrett találkozik Granttel. Grant elmeséli Garrettnek, hogy egyszer látta, amint a bátyja vérfertőzést csinál; amikor elmondta az apjának, durván megverték, és azt mondták neki, hogy tartsa a száját. Rio előkerül Sarával, és Grant túszul ejti a fiút a dulakodás alatt, amelynek során lövöldözni kezdenek, és Sara lelövi az egyik férfit, aki megerőszakolta őt a nagybátyja bandájából.
Garrett üldözőbe veszi Grantet, ahol Grant megfenyegeti, hogy megöli Riót, ha nem engedi el. Garrett elmondja Grantnek, hogy tanúk fogják tanúsítani, ha gyáván elfut előle. 
Garrett tisztességes tűzpárbajra hívja ki Grantet, amit elfogad, és félretolja Riót. Sara hirtelen előbukkan a kocsmából, és megzavarja Garrett figyelmét. Grant lépésre szánja el magát, de Rio fejbe lövi. 
Mielőtt Garrett elhagyja a várost, elmondja a testvéreknek, hogy még sok jóság és elegendő élet van bennük. Miközben Sara és Rio ellovagolnak, Rio arra biztatja nővérét, hogy emlékezzen arra, amit egyszer mondott neki, hogy nem baj, ha félsz, csak próbálkoznod kell, és tovább kell menned, amíg nem találsz valami jót az életben.

## Szereplők
| Szerep                  | Színész           | Magyar hang   |
| ----------------------- | ----------------- | ------------- |
| Pat Garrett seriff      | Ethan Hawke       | Stohl András  |
| Billy "A Kölyök" Bonney | Dane DeHaan       | Előd Álmos    |
| Rio Cutler              | Jake Schur        |               |
| Sara Cutler             | Leila George      |               |
| Grant Cutler            | Chris Pratt       | Miller Zoltán |
| Bob Olinger             | Adam Baldwin      | Epres Attila  |
| Romero seriff           | Vincent D’Onofrio |               |
| Paul Jankowski          | Keith Jardine     |               |
| Charlie Bowdre          | Chris Bylsma      |               |
| Tom Pickett             | Clint Obenchain   |               |
| Dave Rudabaugh          | Chad Dashnaw      |               |
| Billy Wilson            | Charlie Chappell  |               |
| Joseph Santos           | James W. Bell     |               |
| Oran Moler              | Hawk D'Onofrio    |               |
| Mirabel                 | Jenny Gabrielle   |               |

## A film készítése
2017 áprilisában bejelentették, hogy Vincent D’Onofrio rendező és főszereplő lesz a filmben. 2017 júliusában Dane DeHaan kapta meg Billy, a Kölyök szerepét. 2017 augusztusában kiderült, hogy Chris Pratt is szerepelni fog a filmben. 2017 szeptemberében Jake Schur kapta meg a címszerepet.
A forgatás 2017 októberében kezdődött az új-mexikói Santa Fé környékén, az operatőr Matthew J. Lloyd volt.

## Bemutató
Az első előzetes 2019. február 21-én debütált. A Billy, a Kölyök című filmet az Amerikai Egyesült Államokban 2019. március 8-án mutatta be a Lionsgate Films. A projektet 268 moziban mutatták be.

## Fordítás
- Ez a szócikk részben vagy egészben  a   The Kid (2019 film) című angol Wikipédia-szócikk fordításán alapul.  Az eredeti cikk szerkesztőit annak laptörténete sorolja fel. Ez a jelzés csupán a megfogalmazás eredetét és a szerzői jogokat jelzi, nem szolgál a cikkben szereplő információk forrásmegjelöléseként.